# Tim Nedow
Tim Nedow (ur. 16 października 1990) – kanadyjski lekkoatleta, kulomiot i dyskobol.

## Osiągnięcia
| Rok  | Impreza                              | Miejsce        | Konkurencja    | Lokata            | Wynik |
| ---- | ------------------------------------ | -------------- | -------------- | ----------------- | ----- |
| 2009 | Mistrzostwa panamerykańskie juniorów | Port-of-Spain  | pchnięcie kulą | 3. miejsce        | 19,00 |
| 2011 | Uniwersjada                          | Shenzhen       | pchnięcie kulą | 12. miejsce       | 18,13 |
| 2012 | Młodzieżowe mistrzostwa NACAC        | Irapuato       | rzut dyskiem   | 6. miejsce        | 54,64 |
| 2012 | Młodzieżowe mistrzostwa NACAC        | Irapuato       | pchnięcie kulą | 4. miejsce        | 18,99 |
| 2013 | Uniwersjada                          | Kazań          | pchnięcie kulą | eliminacje        | NM    |
| 2013 | Mistrzostwa świata                   | Moskwa         | pchnięcie kulą | el. – 24. miejsce | 18,72 |
| 2013 | Igrzyska frankofońskie               | Nicea          | pchnięcie kulą | 3. miejsce        | 19,09 |
| 2014 | Igrzyska Wspólnoty Narodów           | Glasgow        | pchnięcie kulą | 3. miejsce        | 20,59 |
| 2015 | Igrzyska panamerykańskie             | Toronto        | pchnięcie kulą | 2. miejsce        | 20,53 |
| 2015 | Igrzyska panamerykańskie             | Toronto        | rzut dyskiem   | 6. miejsce        | 61,49 |
| 2015 | Mistrzostwa świata                   | Pekin          | pchnięcie kulą | el. – 20. miejsce | 19,63 |
| 2016 | Halowe mistrzostwa świata            | Portland       | pchnięcie kulą | 7. miejsce        | 20,23 |
| 2016 | Igrzyska olimpijskie                 | Rio de Janeiro | pchnięcie kulą | el. – 16. miejsce | 20,00 |
| 2017 | Mistrzostwa świata                   | Londyn         | pchnięcie kulą | el. – 16. miejsce | 20,09 |
| 2018 | Halowe mistrzostwa świata            | Birmingham     | pchnięcie kulą | 9. miejsce        | 20,82 |
| 2018 | Igrzyska Wspólnoty Narodów           | Gold Coast     | pchnięcie kulą | 3. miejsce        | 20,91 |
| 2018 | Mistrzostwa NACAC                    | Toronto        | pchnięcie kulą | 2. miejsce        | 21,02 |
| 2019 | Igrzyska panamerykańskie             | Lima           | pchnięcie kulą | 4. miejsce        | 20,48 |
| 2019 | Mistrzostwa świata                   | Doha           | pchnięcie kulą | 9. miejsce        | 20,85 |
| 2021 | Igrzyska olimpijskie                 | Tokio          | pchnięcie kulą | el. – 31. miejsce | 19,42 |

Srebrny medalista mistrzostw Kanady (2011) w pchnięciu kulą. Podczas mistrzostw w 2012 zdobył złoto w rzucie dyskiem oraz brąz w pchnięciu kulą. W 2013 triumfował w pchnięciu kulą i w rzucie dyskiem. W 2014 i 2015 na mistrzostwach kraju triumfował w obu konkurencjach.

## Rekordy życiowe
- Pchnięcie kulą (stadion) – 21,18 (2019)
- Pchnięcie kulą (hala) – 21,33 (2016)
- Rzut dyskiem – 61,49 (2015)